# Cimitirul militar român de la Soultzmatt
Cimitirul militar român Soultzmatt este un cimitir construit în anul 1920 în localitatea Soultzmatt, Alsacia, Franța ce adăpostește osemintele a 687 prizonieri români din cei 2400 morți în perioada 1917-1919 în lagărul Soultzmatt și din regiune. Deportați în iarna 1916-1917 (pe când Alsacia aparținea Imperiului German), majoritatea au pierit în condiții atroce din cauza înfometării, frigului și bolilor, privați de orice legătură cu familiile din țară. După război osemintele au fost scoase din diverse gropi comune. Cimitirul a fost inaugurat în anul 1924 de către Regele Ferdinand și Regina Maria a României. Este localizat în mijlocul unei păduri aparținând comunei Soultzmatt, chiar pe terenul fostului lagăr, în punctul numit Val du Pâtre. Este singura și cea mai mare necropolă militară românească din Franța. 
În fiecare an, în prima duminică după Înălțare (Ziua Eroilor) se desfășoară ceremonii oficiale cu depuneri de coroane, la care participă în general românii naturalizați în Franța, Germania și Elveția.

## Localizare
Cimitirul militar român este situat într-o zonă muntoasă, împădurită, din munții Vosgi, în imediată apropiere de orașul Soultzmatt din Alsacia. Coordonate: 47°57'22.496" N 7°12'56.675" E.
La cimitir se ajunge, venind, din Franța, pe Autostrada A4 dinspre Colmar sau din direcția opusă, dinspre Belfort, până la vest de orașul Rouffach. 

## Istoric

### Lagărul
În lagărul Soultzmatt militarii români s-au confruntat cu un regim neomenesc datorită alimentației aproape inexistente, munca într-o carieră de marmură la care se adăuga și un comportament total neadecvat din partea paznicilor lagărului care foloseau în mod frecvent bătaia. Cronicile locale ale perioadei menționează că soldații români mâncau resturi alimentare ce se găseau în gunoaiele menajere ale comunei. În noaptea de 27 spre 28 ianuarie 1917, prizonierii români au fost pedepsiți de militarii germani ce făceau parte din paza lagărului care i-au scos afară din barăci într-un frig de -20 de grade Celsius pentru că românii au îndrăznit să intre în război împotriva Germaniei. În câteva zile aproape tot efectivul de militari români a murit.
Din documentațiile comunei Soultzmatt reiese, că în acest lagăr, de pe 6 martie, până la 8 mai 1917, au murit fie torturați, fie de foame sau de frig, 120 soldați români.
După mărturiile din vremea aceea, „prizonierii români erau atât de înfometați de către gardieni, încât  erau reduși la starea de schelete și mureau ca șoarecii”.

### Cimitirul
La propunerea Comitetului pentru amenajarea și îngrijirea mormintelor prizonierilor români din Alsacia, la 30 august 1919, orașul Soultzmatt a dat României platoul de la Val du Pâtre (Valea Păstorului), pe care cândva fusese amplasat lagărul prizonierilor români, unde a fost amenajat ulterior actualul cimitir militar român.
Se spune, că în privința alegerii locului s-a ținut seama și de recomandarea lui Max Dellfus - un elvețian din Vevey, Elveția. Dellfus a făcut parte din Comisia pentru soarta prizonierilor de război, cu reședința la Geneva și va fi fost cu mare probabilitate unul dintre membrii delegației din partea Crucii Roșii care s-a interesat de soarta prizonierilor români din lagărele germane, lucru pentru care a fost considerat prieten și binefăcător al soldaților prizonieri români.
La 24 septembrie 1919, ziarul francez Alsacia făcea următoarea mențiune, cu privire la donația orașului Soultzmatt, făcută guvernului român: „Prin deliberare, la data de 30 august 1919, consiliul municipal a decis ca localitatea Soultzmatt să pună la dispoziția guvernului român un teren pentru înmormântarea soldaților români decedați în timpul prizonieratului lor în Alsacia. Comuna Soultzmatt a dăruit acest teren guvernului român”.
Lucrările de amenajare s-au făcut la inițiativa și cu sprijinul Comitetului pentru Mormintele Românești din Alsacia și au fost definitivate în anul 1920.
Aici au fost (re)înmormântați 678 soldați români, luați prizonieri în Transilvania până în decembrie 1916, care s-au stins unul după altul, din anul 1917 până în anul 1918, în urma regimului de detenție impus de germani. 553 de morminte sunt individuale. 
În alte două morminte comune (de la unul lipsește inscripția de la baza crucii) se află osemintele a 125 de prizonieri („un întreg detașament român”), care au murit de frig în noaptea de 27 spre 28 ianuarie 1917, la Steinbrunn-le-Haut.
Cimitirul militar a fost inaugurat la 9 aprilie 1924, în prezența regelui Ferdinand și a reginei Maria. Accesul se realizează printr-o poartă metalică, străjuită de o parte și de cealaltă de câte trei stâlpi metalici, care au montate câte două plăcuțe din bronz cu inscripția „SUVENIR FRANCEZ” (în partea stângă) și „CIMITIRUL MILITAR/ ROMÂN/ RĂZBOIUL 1916-1918” (în partea dreaptă).
În cadrul cimitirului, în care se găsesc 556 de cruci, au fost depuse osemintele a 687 de eroi români care au murit în captivitate. Monumentul central are forma unei cruci creștine, iar la baza acestuia sunt montate trei plăci cu inscripții. De o parte și de alta a acestuia sunt două gropi comune marcate prin două cruci. Lângă gardul din latura stângă se găsește o statuie din bronz realizată de sculptorul Oscar Han, în 1933.

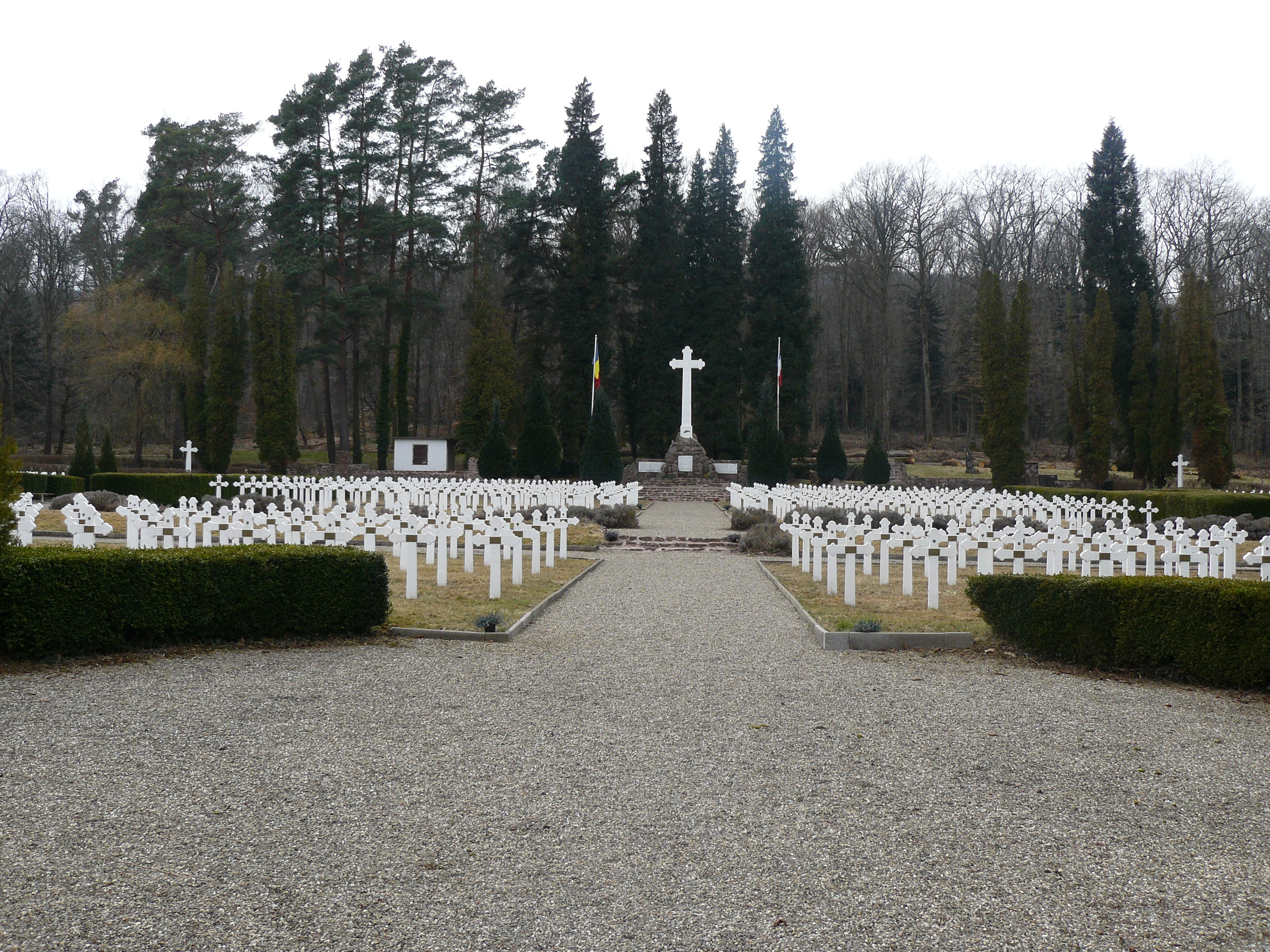
Cimitirul în anul 2009.
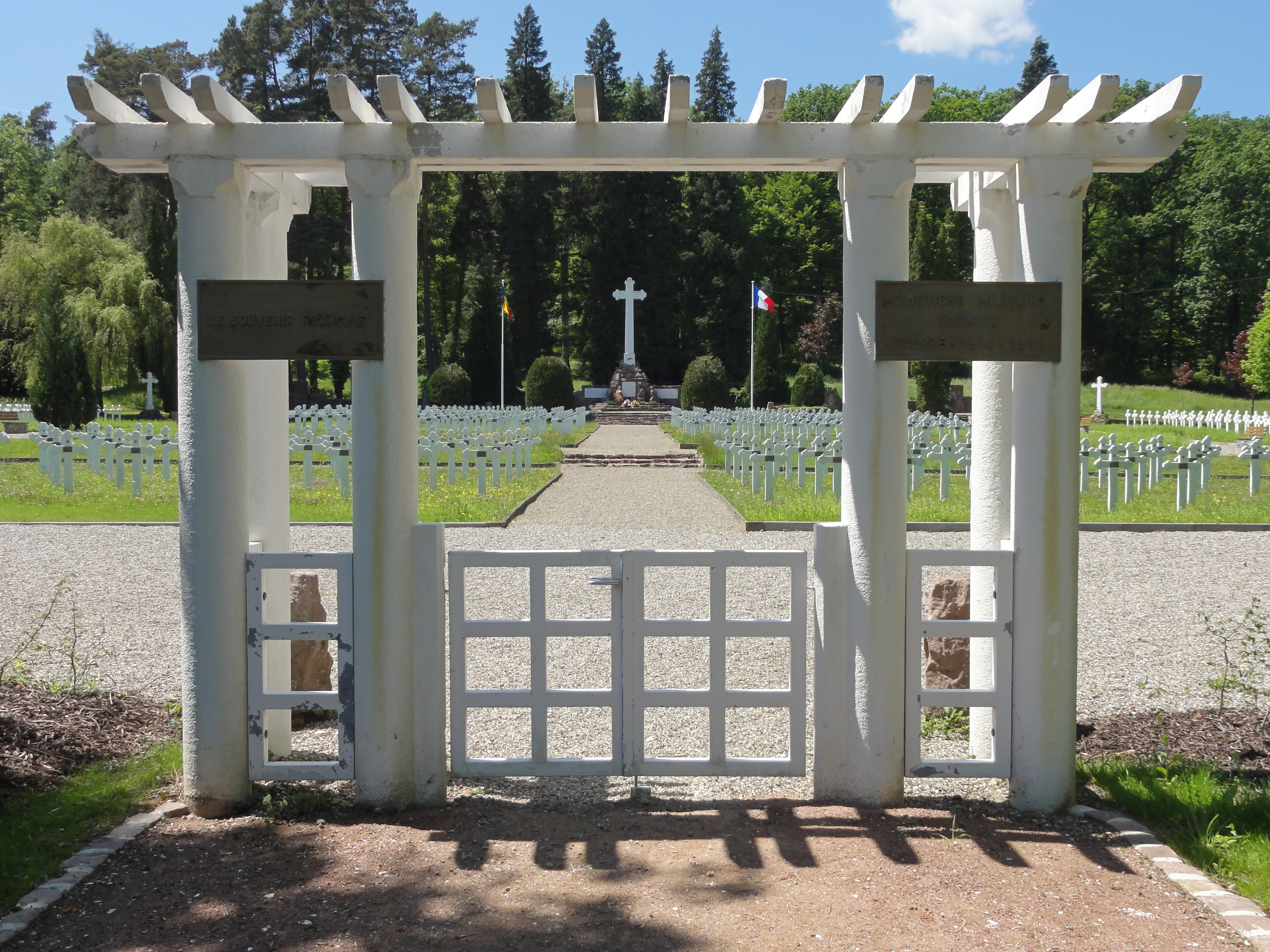
Intrarea principală în 2015.